# Jon Batiste
Jonathan Michael Batiste, detto Jon (Metairie, 11 novembre 1986), è un cantautore e pianista statunitense.
Attivo nel panorama musicale dalla fine degli anni 90, ha intrapreso la propria carriera suonando nei progetti discografici di oltre duecento artisti, tra cui Stevie Wonder, Prince, Willie Nelson, Lenny Kravitz, Billy Joel, Mavis Staples. Grazie ai successi ottenuti è stato inserito nella lista di Forbes 30 Under 30 del 2016, ha ricevuto l'American Jazz Museum Lifetime Achievement Award, l'ASCAP Harry Chapin Humanitarian Award, e il Movado Future Legend Award.
Nel 2005 fonda la propria band jazz, denominata Stay Human, pubblicando quindici album da solista, ottenendo cinque Grammy Award su quattordici nomine, tra cui all'album dell'anno per We Are nel 2022. Nel 2020 Batiste ha co-composto assieme a Trent Reznor e Atticus Ross la colonna sonora del film d'animazione Pixar Soul, per la quale ha ricevuto un Oscar, un Golden Globe, un BAFTA e due NAACP Image Award.
Batiste è stato inoltre direttore musicale del The Late Show with Stephen Colbert dal 2015 al 2022, ed è il direttore musicale della rivista The Atlantic nonché il direttore creativo del National Jazz Museum di Harlem.

## Biografia
Jon Batiste, nato a Metairie in Louisiana, cresce in una famiglia che gode di notorietà nel mondo musicale jazz di New Orleans, comprendente Lionel Batiste della Treme Brass Band, Milton Batiste della Olympia Brass Band, e Russell Batiste Jr. All'età di 8 anni, suona le percussioni e la batteria con la band di famiglia, la Batiste Brothers Band, per applicarsi all'età di 11 anni al pianoforte.
Ha frequentato la St. Augustine High School e il New Orleans Center for Creative Arts con Trombone Shorty a New Orleans, diplomandosi nel 2004. Ha poi continuato a frequentare la Juilliard School, ottenendo un Bachelor of Music e un Master in studi jazz dal 2008 al 2011.
Nel 2005, all'età di diciassette anni, pubblica in maniera indipendente il suo album di debutto Times in New Orleans, fondando la propria band denominata Stay Human. Mentre frequentava la Juilliard School, ha pubblicato il suo secondo album, Live in New York: At the Rubin Museum of Art. Alla fine del 2006, Batiste si è esibito in Sudafrica, Londra, Lisbona, Spagna, Parigi e negli Stati Uniti. Nel 2007, Batiste ha fatto il suo debutto all'Orchestra reale del Concertgebouw di Amsterdam all'età di 20 anni, producendo ed eseguendo il suo spettacolo. Successivamente ha condotto seminari musicali, classi e laboratori nei Paesi Bassi, venendo invitato alla Carnegie Hall per produrre ed eseguire un proprio spettacolo con sei giovani musicisti del Paese.
Negli anni successivi, Batiste ha pubblicato una serie di progetti musicali tra cui Social Music (2013), che ha trascorso più di un mese alla prima posizione della classifica Jazz Albums di Billboard, e The Process (2014) con Chad Smith e Bill Laswell,  promuovendo i progetti attraverso una serie di tour con la sua band. Dal 2015 si esibisce come bandleader e direttore musicale nel The Late Show con Stephen Colbert. Nel corso degli anni dello show, Batiste ha suonato tra i vari artisti al fianco di John Legend, Will Smith, Imagine Dragons, Lorde, Nas, Tears for Fears e Kacey Musgraves.
Nel 2016 rilascia due progetti: The Late Show EP con la Stay Human e un album di vacanze Christmas with Jon Batiste, ottenendo il suo primo piazzamento nella Billboard 200.
Nel 2020 ha realizzato gran parte della colonna sonora del film d'animazione Soul. Grazie a questa attività, l'artista ha vinto un Golden Globe, un BAFTA e un Oscar, portandolo inoltre a firmare un contratto discografico con Verve Records. Nel 2021 l'artista pubblica il suo primo album attraverso una major, We Are. Nel corso dei Grammy Awards 2022 l'artista ha vinto cinque premi, fra cui il Grammy Award all'album dell'anno per We Are. In occasione della manifestazione si esibisce con il singolo Freedom.
Il 18 agosto 2023 pubblica World Music Radio, settimo album in studio del cantante che vede la partecipazione di Lana Del Rey, Lil Wayne, NewJeans, Camilo e Kenny G. Il progetto riceve quattro candidature ai Grammy Awards, tra cui all'album dell'anno. Sempre nel 2023 esordisce come attore nel secondo adattamento cinematografico de Il colore viola di Blitz Bazawule.

## Vita privata
Batiste è sposato con la giornalista e scrittrice Suleika Jaouad dal 2022.

## Stile e influenze musicali
Batiste cita tra gli artisti che hanno maggiormente influenzato le sue scelte artistiche e musicali Mahalia Jackson, James Brown, Louis Armstrong, Bruce Springsteen, Stevie Wonder, John Coltrane, Nina Simone, Miles Davis and Django Reinhardt. Intervistato da Forbes, Batiste ha spiegato il significato della musica jazz:
(Jon Batiste, in Jon Batiste: So Much More Than Stephen Colbert’s Music Director su Forbes)

## Attivismo e filantropia
Batiste proviene da una famiglia attiva nella lotta contro la segregazione razziale negli Stati Uniti, poiché il nonno David Gauthier era presidente del sindacato dei lavoratori postali della Louisiana, coinvolto nello sciopero dei lavoratori del 1968 promosso dal Dipartimento dei Lavori Pubblici di Memphis per ottenere salari più alti e condizioni di lavoro più sicure. Lo sciopero portò alla presenza di Martin Luther King, dove pronunciò il suo discorso I've Been to the Mountaintop, il giorno prima del suo assassinio.
Il cantante è sostenitore dei diritti civili, della lotta al razzismo, partecipando pubblicamente a numerose manifestazioni, tra cui alle marce promosse dal movimento Black Lives Matter. A seguito della morte di George Floyd nel giugno 2020, Batiste organizza delle proteste pacifiche a New York City contro la brutalità poliziesca negli Stati Uniti.
Tramite il singolo We Are sostiene il progetto Equal Justice Initiative dell'avvocato e attivista Bryan Stevenson. Batiste è inoltre tra i promotori di diverse iniziative, tra cui Innocence Project, che si impegna a scagionare gli individui che sono stati ingiustamente condannati, attraverso l'uso del test del DNA e lavorando per riformare il sistema della giustizia penale, il NAACP Legal Defense Fund, e The Legacy Museum.

## Discografia

### Album in studio
- 2005 - Times in New Orleans (Autoprodotto)
- 2013 - Jazz Is Now (Naht Jona)
- 2013 - Social Music (Con Stay Human) (Razor & Tie/Concord)
- 2014 - The Process (con Chad Smith e Bill Laswell) (M.O.D. Technologies)
- 2016 - Christmas with Jon Batiste (Naht Jona)
- 2018 - Hollywood Africans (Verve, Naht Jona)
- 2020 - Meditations (con Cory Wong) (Autoprodotto)
- 2020 - Swing States: Harmony in the Battleground (con Regina Carter, John Daversa e Harvey Mason) (Tiger Turn)
- 2021 - We Are (Verve, Naht Jona)
- 2023 - World Music Radio (Verve, Interscope)

### Colonne sonore
- 2020 - Soul: Original Motion Picture Sountrack (con Trent Reznor e Atticus Ross) (Walt Disney Records)
- 2021 - Jazz Selections: Music From and Inspired by Soul (Walt Disney)

### Album dal vivo
- 2006 - Live in New York: At the Rubin Museum of Art (Autoprodotto)
- 2017 - The Music of John Lewis (con Jazz at Lincoln Center Orchestra & Wynton Marsalis) (Blue Engine)
- 2019 - Anatomy of Angels: Live at the Village Vanguard (Verve, Naht Jona)
- 2019 - Chronology of a Dream: Live at the Village Vanguard  (Verve, Naht Jona)
- 2021 - Live at Electric Lady (Verve, Naht Jona)

### EP
- 2008 - In the Night (Autoprodotto)
- 2009 - The Amazing Jon Batiste! (Autoprodotto)
- 2011 - My N.Y. (con Stay Human) (Autuprodotto)
- 2016 - The Late Show EP (con Stay Human) (The Late Show Inc.)
- 2019 - Spotify Singles (Verve, Naht Jona)
- 2020 - We Are: Roots & Traditions (Verve)
- 2020 - A Little Bit of Soul (Verve, Naht Jona)
- 2021 - We Are the Golden Ones (Verve, Naht Jona)
- 2022 - Jon Batiste: The Nominated Collection (Verve, Naht Jona)

### Singoli
- 2014 - Rise Up (con Fonseca)
- 2016 - Endless Love (feat. Aloe Blacc)
- 2017 - Ohio (con Leon Bridges & Gary Clark Jr.)
- 2017 - Battle Hymn of the Republic
- 2018 - Sweet Lorraine
- 2018 - Have Yourself a Merry Little Christmas (feat. Danielle Brooks)
- 2019 - Creative (Live)
- 2020 - It's All Right (feat. Celeste)
- 2020 - I Need You
- 2021 - Freedom
- 2021 - Cry
- 2022 - Sweet (con i Pentatonix e Diane Warren)
- 2023 - Be Who You Are (Real Magic) (feat. J.I.D, NewJeans & Camilo)

Come artista ospite
- 2020 - When I Get There (Peter CottonTale feat. Jon Batiste, Jeremih, Jamila Wood & Jack Red)
- 2020 - Skylard (Nora Germani feat. Jon Batiste)
- 2020 - Sunday Bloody Sunday (Deon Jones feat. Jon Batiste)
- 2022 - L.O.V.E. (Yung Bae feat. EarthGang, Jon Batiste & Sherwyn)
- 2023 - Jon Batiste Interlude (Lana Del Rey feat. Jon Batiste)
- 2023 - Candy Necklace (Lana Del Rey feat. Jon Batiste)
- 2023 - Saint Ferdinand (Lauren Daigle feat. Jon Batiste & Natalie Hemby)

## Colonne sonore
- Soul, regia di Pete Docter (2020)

## Filmografia
- Il colore viola (The Color Purple), regia di Blitz Bazawule (2023)
- Saturday Night, regia di Jason Reitman (2024)

## Riconoscimenti
Premi Oscar
- 2021 - Migliore colonna sonora per Soul[12]
- 2024 - Candidatura alla miglior canzone per It never went away

Golden Globe
- 2021 - Migliore colonna sonora originale per Soul[43]

Grammy Awards
- 2018 - Candidato per il Best American Roots Performance per St. James Infirmary Blues
- 2021 - Candidato per il migliore album new age per Meditations
- 2021 - Candidato per il miglior album strumentale contemporaneo per Chronology of a Dream: Live at The Village Vanguard
- 2022 - Candidato per la registrazione dell'anno per Freedom
- 2022 - Album dell'anno per We Are
- 2022 - Candidato per la miglior performance R&B tradizionale per I Need You
- 2022 - Candidato per il miglior album R&B per We Are
- 2022 - Candidato per il Best Improvised Jazz Solo per Bigger Than Us
- 2022 - Candidato per il miglior album jazz strumentale per Jazz Selections: Music from and Inspired by Soul
- 2022 - Miglior performance American Roots per Cry
- 2022 - Miglior canzone American Roots per Cry
- 2022 - Best Score Soundtrack for Visual Media per Soul
- 2022 - Candidato per la miglior composizione di musica contemporanea per Batiste: Movement 11'
- 2022 - Miglior videoclip per Freedom
- 2024 - Candidatura alla registrazione dell'anno per Worship
- 2024 - Candidatura all'album dell'anno per World Music Radio
- 2024 - Candidatura alla canzone dell'anno per Butterfly
- 2024 - Candidatura alla miglior interpretazione pop di un duo o un gruppo per Candy Necklace

Chicago Film Critics Association Awards
- 2020 - Miglior colonna sonora originale per Soul[45]

NAACP Image Award
- 2021 - Miglior colonna sonora/compilation per Soul[46]
- 2021 - Miglior album jazz strumentale per Music From and Inspired by Soul[46]

Screen Actors Guild Award
- 2024 - Candidatura al miglior cast cinematografico per Il colore viola